# Effekt (fysik)
 Denne artikel bør gennemlæses af en person med fagkendskab for at sikre den faglige korrekthed.

 For alternative betydninger, se Effekt. (Se også artikler, som begynder med Effekt)
Effekt er inden for fysik et udtryk for udført arbejde pr. tidsenhed. Effekt bliver almindeligvis målt i den afledte SI-enhed watt.
Ud over watt kan effekt f.eks. opgives i følgende enheder: HK (hestekræfter), J/s, V·A, Nm/s, kWh/h.

## Fysisk effekt generelt (mekanisk,atomarogelektrisk...)
Effekt er bl.a. defineret som energiændring per tidsenhed.
1 W = 1 J/(1 s),
hvor den ændrede energi er 1 joule (J) over et tidsinterval på 1 sekund (s). 1 watt her er den gennemsnitlige effekt over det angivne 1 sekunds tidsinterval. Vi har ingen viden om effekten i mindre tidsintervaller eller tider, medmindre vi har energien målt i flere intervaller eller har energien målt kontinuert som funktion af tiden. Faktisk er det et specialtilfælde af matematisk differentiering med hensyn til tid.
Effekt er generelt givet ved:
{\displaystyle P(t)={\frac {\mathrm {d} E(t)}{\mathrm {d} t}}}
hvor
- P(t) er effekten i watt (W) som funktion af tiden t.
- E(t) er energien i joule (J) som funktion af tiden t.
- t er tiden i sekunder (s).

## Elektrisk effekt i elektriske kredsløb
Elektrisk effekt er også defineret som jævnspænding multipliceret med jævnstrøm, hvor effekt, spænding og strøm er øjebliksværdier eller middelværdier. Formlen kaldes Watts lov eller effektformlen. 
Watts lov kan udledes af Joules første lov - se Joules første lov og Ohms lov:
{\displaystyle P=U\cdot I}
hvor
- P er øjeblikseffekten i watt (W)
- U er øjebliksspændingen i volt (V)
- I er øjebliksstrømmen i ampere (A).

Effekt i tilfældet, hvor strøm og spænding er sinusformede kurver kan beregnes ud fra deres effektivværdier og en såkaldt fasevinkel:
{\displaystyle P=U\cdot I\cdot \cos(\phi )}.
hvor
- P er middeleffekten i (watt, W)
- U er effektivværdien af spændingen i volt (V)
- I er effektivværdien af strømmen i ampere (A).
- {\displaystyle \phi } (phi) er fasevinklen mellem sinuskurverne for spænding og strøm.

Effekt af to funktioner; vekselspænding gange vekselstrøm og hvor resultatet er en funktion for effekten:
{\displaystyle P=U\cdot I}       P, U og I er komplekse funktioner.
hvor
- P er effekten i watt (W)
- U er spændingen i volt (V)
- I er strømmen i ampere (A).

## Effektstørrelser
- Menneskets hvileeffekt (hvilestofskiftet) ca. 80 W
- Menneskets arbejdseffekt (arbejdsstofskiftet) ca. 360 W
- En metrisk hestekraft hk 735,499 W
- Solstrålingen pr. kvadratmeter udenfor Jordens atmosfære er 1366 W eller 1,366 kW
- Enercon E-126, den største vindmølle (2010) 7 MW
- Middelgrundens Vindmøllepark 40 MW
- Fynsværkets produktion af elektrisk energi 150-300 MW
- Solar Energy Generating Systems (SEGS) i Californien, det største solpanel-anlæg (2010) 354 MW
- Jordvarme-anlæg i Island (2010) 575 MW
- Danmarks elforbrug 4-5 GW eller 4-5 × 109 W
- Danmarks totale energiforbrug 26 GW eller 26 × 109
- Maksimal effekt af alle verdens jordvarme-anlæg (2010) 10,715 GW
- Maximal effekt af alle verdens solceller (2009) 21 GW
- De Tre Slugters Dæmning, verdens største vandkraftværk (2010) 22,5 GW
- Maximal effekt af alle verdens vindmøller (2010) 175 GW
- Verdens energiforbrug svarende til en samlet effekt på ca. 16 TW eller 16 × 1012 W
- Solkernens energifrigørelse 384,6 YW eller 384,6 × 1024 W